# Christina Tsiobanelis
Christina Tsiobanelis, född 17 september 1987 i Lund, är en svensk dokumentärfilmare och filmproducent.
2017 gjorde hon tillsammans med Olivia Kastebring och Mika Gustafson den uppmärksammade långfilmsdokumentären Silvana – väck mig när ni vaknat , vilken är ett porträtt av artisten Silvana Imam. Filmen tilldelades en Guldbagge för bästa dokumentär.

## Filmografi
- 2021: 3 tips för smärtfria fötter[4]
- 2017: Silvana – väck mig när ni vaknat (med Olivia Kastebring och Mika Gustafson)

## Utmärkelser
- 2018 Guldbagge för bästa dokumentär för Silvana – väck mig när ni vaknat.